# にゃんぷりーと
にゃんぷりーとは、日本のインディーズバンド。2011年に結成。東京と静岡（浜松）を基点として活動している。

## 概要
結成当初はライブを行わずYouTubeやニコニコ動画、iTunesなどネットのみで楽曲を発表していたが、2013年10月に1stアルバム「やったね！スパイラル」を発表以降、ライブ活動をスタートさせ、メディアへの露出も行われる。ジャンルレスな楽曲と、ボーカルにゃーのアニメ声が特徴。
演歌、戦隊ヒーロー、電波、ポンチャック、ヒップホップ、ダンスミュージックなど、一つのジャンルに囚われないジャンルレスな楽曲が特徴のナード系音楽ユニット。
ユーモアのある歌詞やパフォーマンスから、コミックバンドに思われる事もあるが、「TWO WAY」や「db」など、普段とは方向性が異なるミディアムバラードのような楽曲も存在する。

## メンバー
にゃー
ボーカル担当。活動後期には君島にゃーもんどとも名乗る。音楽以外でも君島樹名義でコスプレイヤー、声優、ラジオパーソナリティ、イベントの司会など幅広く活動している。
リボン
にゃんぷりーとのリーダー。DJ担当。元アミューズのアーティストで、アミューズ初のDJである。DJ TAKAWO 名義でサザンオールスターズ、テイ・トウワと共演し、BEGINやアイドルなどのリミックスも手掛ける。DJ ASIA名義ではサラーム海上、高野政所と共演し、アジアンダンスミュージックのDJとしても活動中。

## 来歴
- 2011年3月31日 自主制作音源『VOYAGE』をiTunes Storeより配信。ネットを中心に楽曲発表をスタートさせる。当初LIVE活動は考えていなかった。
- 2011年7月9日 自主制作音源 1stミニアルバム 『こねこ音(こねこね)』をiTunes Storeより配信。
- 2012年2月4日 韓国の大衆歌謡ポンチャックを日本風にエンコードしたシングル『恋のブログはポンチャック』をiTunes Storeより配信。
- 2012年5月22日 東京スカイツリーと浅草を題材にしたムード歌謡曲『今日の浅草』を東京スカイツリー開業日にiTunes Storeより配信。
- 2012年6月12日 シングル『Breakfast』、『in the rain』をiTunes Storeより配信。
- 2012年12月28日 にゃーの希望により、渋谷ACID PANDA CAFÉにてプレLIVEを行う。
- 2013年4月18日 USTREAM『さいたまんぞうの まんCHANねる 第20回放送』に、にゃーゲスト出演。
- 2013年7月 - 2014年3月 WALLOP『エレボンの、電波deヴィジュっと！』番組MCとして、にゃー出演。※2014年から番組タイトルが『電波deヴィジュっと！』に変更される。
- 2013年7月21日 浜名湖watts にゃんぷりーと初LIVEを行う。
- 2013年10月27日 自主制作音源1stアルバム『やったね！スパイラル』発売。
- 2013年12月 演歌歌手さいたまんぞうとのコラボ曲『なぜか宇田川』をiTunes Storeより配信。女性ピン芸人大村小町がツッコミで参加。
- 2014年1月24日 LIVE GATE TOKYOにてULTRA-PRISMと共演。
- 2014年4月 高校生・大学生応援サイト「キャンパスNOW」の「Enjoy Campus Life 2014」にて[5]『in the rain』がエンディングテーマに使用される。
- 2014年4月2日 FM島田『g-sky☆いぶにんぐJAM』にゲスト出演。
- 2014年4月7日 K‐mix『K‐mixみんなの19HR！』にゲスト出演。
- 2014年4月4日～ Ustreamにて、にゃんぷりーとのトーク＆音楽番組『にゃんぷり90分』を不定期で配信スタート。※2015年から番組タイトルが『ポロリ！にゃんぷりーと』に変更される。
- 2014年4月12日 チャリティーイベント「にゃん♡フェス～にゃんこをお家に連れてって～」に出演。にゃんぷりーとが歌う『にゃんこをお家に連れてって』が にゃん♡フェス公式テーマソングに決定。
- 2014年5月3日 シングル『GHOST SWING』がiTunes Storeより配信。
- 2014年6月9日 FM-Hi（シティエフエム静岡）『ゆうラジ!@Radio魂』にゲスト出演。
- 2014年6月10日 COAST-FM（エフエムぬまづ）『トワイライトビーチ』にゲスト出演。
- 2014年6月11日 g-sky76.5（FM島田）『g-sky☆いぶにんぐJAM！』にゲスト出演。
- 2014年6月12日 富士山GOGOエフエム（エフエム御殿場）『Fujiyama sunset』にゲスト出演。
- 2014年6月13日 Ciao!（エフエム熱海湯河原）『Music Rainbow☆』にゲスト出演。
- 2014年7月12日 2ndミニアルバム『db－EP』がiTunes Storeより配信。
- 2014年7月18日 LIVE GATE TOKYOにてGAOと共演。
- 2014年9月26日 音泉『あずべあ!!』に、にゃーゲスト出演。
- 2014年11月11日 K‐mix『K‐mixみんなの19HR！』にゲスト出演。（2回目）
- 2014年11月16日 FM aiai（エフエムあまがさき）『縁結ビーム』にゲスト出演。
- 2014年11月22日 sora×niwa原宿『スパローズの原宿神宮前芸人』にゲスト出演。
- 2015年2月22日 チャリティーイベント「第2回はまきたく猫フェスタ」に出演。
- 2015年2月24日 中日新聞にて「にゃんぷりーと」が紹介される。
- 2015年3月25日 コンピレーションアルバ『ベスト オブ ハバねこポッセ２』（グラジオラスレコード）に「ニャイルドスタイル」の楽曲で参加。
- 2015年5月26日 K‐mix『K‐mixみんなの19HR！』にゲスト出演。（3回目）
- 2015年5月29日 FMぎんが『ナチュラリズム』に、にゃーゲスト出演。
- 2015年5月31日 FM aiai（エフエムあまがさき）『縁結ビーム』にゲスト出演。（2回目）
- 2015年5月31日 シングル『チームワーク』がiTunes Storeより配信。
- 2015年7月18日 sora×niwa原宿『スパローズの原宿神宮前芸人』にゲスト出演。（2回目）
- 2015年9月18日 音泉『あずべあ!!』に、にゃーゲスト出演。（2回目）
- 2015年12月11日 sora×niwa原宿『Golden Step』に、にゃーゲスト出演。
- 2015年12月27日 DJリボン企画・主催ライブイベント『開運祭』をさいたまんぞう、南雲修治など異色アーティストをゲストに迎え行う。
- 2016年1月14日 高円寺ShowBoatにて美勇士と共演。
- 2016年1月17日 シングル『マッシュアップ現代』ライブ会場と通販のみの限定販売。
- 2016年2月 楽天FM（スマイループFMチャンネル）にて初の冠番組『にゃんぷりーとの今はふたり』のラジオ放送がスタート。
- 2016年9月19日 FM-Hi（シティエフエム静岡）『ゆうラジ!@Radio魂』にゲスト出演。
- 2016年9月20日 COAST-FM（エフエムぬまづ）『トワイライトビーチ』にゲスト出演。
- 2016年9月21日 g-sky76.5（FM島田）『g-sky☆いぶにんぐJAM！』にゲスト出演。
- 2016年9月22日 富士山GOGOエフエム（エフエム御殿場）『Fujiyama sunset』にゲスト出演。
- 2016年9月23日 Ciao!（エフエム熱海湯河原）『Music Rainbow☆』にゲスト出演。（2回目）
- 2016年9月27日 K‐mix『K‐mixみんなの19HR！』にゲスト出演。（4回目）
- 2016年9月30日 sora×niwa原宿『Golden Step』にゲスト出演。（2回目）
- 2022年2月　活動終了とメンバーのソロ活動に移行する旨、Twitter及びFacebook上にて告知され同アカウントも閉鎖される。

## 作品

### シングル
- 1st『VOYAGE』 （2011年3月31日 iTunes Storeより発売）
- 2ndシングル『恋のブログはポンチャック』 （2012年2月4日 iTunes Storeより発売）
- 3rdシングル『今日の浅草』 （2012年5月22日 iTunes Storeより発売）
- ダブル4thシングル『Breakfast』『in the rain』 （2012年6月12日 iTunes Storeより発売）
- 5thシングル『GHOST SWING』 （2014年5月3日 iTunes Storeより発売）
- 6thシングル『チームワーク』 （2015年5月31日 iTunes Storeより発売）
- 7thシングル『マッシュアップ現代』 （2016年1月17日 ライブ会場と通販のみの限定販売）
- 8thシングル『近未来』 （2016年4月15日 ライブ会場と通販のみの限定販売）
- 9thシングル『サイボーグ』 （2016年9月18日 ライブ会場と通販のみの限定販売）

### ミニアルバム
- 1st『こねこ音（こねこね）』 （2011年7月9日 iTunes Storeより発売）
- 2nd『db（デシベル）』 （2014年7月12日 iTunes Storeより発売）
- 3rd『吟のチョコレート』 （2015年8月29日 iTunes Storeより発売）

### アルバム
- 1st『やったね！スパイラル』 （2013年10月27日発売）[6]

## これまで共演した芸能人
- ULTRA-PRISM（歌手）
- GAO（歌手）
- さいたまんぞう（歌手）
- 南雲修治（歌手・作詞家）
- スパローズ（芸人）
- 回文ブルース（歌手）
- リスケ（ナレーター）
- 大村小町（芸人）
- 荻原秀樹（声優）
- Ayumi.（歌手）
- 美勇士（歌手）